# 수원 팔달산 지석묘군
수원 팔달산 지석묘군(水原 八達山 支石墓群)은 대한민국 경기도 수원시 권선구 교동, 팔달산에 있는 고인돌 군이다. 1991년 10월 12일 경기도의 기념물 제125호로 지정되었다.

## 개요
지석묘는 청동기시대의 무덤으로 흔히 고인돌이라고 부른다. 현재 수원시립도서관의 동쪽 구릉에 위치하고 있는데, 여기서 정상부 쪽으로 약 70미터 올라가면 화성 성곽이 위치하고 있다.
1 · 2호 고인돌은 7미터 거리를 두고 비교적 낮은 구릉의 평지에 위치하고 있으며, 이곳에서 팔달산 정상의 화성이 있는 쪽을 향하여 50미터 정도를 더 올라가면 오솔길의 왼편으로 3 · 4호 고인돌이 위치하고 있다. 이들은 모두 화강암으로 이루어져 있다.
이 같은 지석묘군은 경기도에서 찾아보기 힘든 것으로 한강 유역의 선사문화를 밝히는데 귀중한 자료이다.

## 같이 보기
- 팔달산

## 참고 문헌
- 팔달산지석묘군 - 국가유산청 국가유산포털